# Андріс Фентер
Андріс Фентер (15 жовтня 1951, Йоханнесбург) — південноафриканський дипломат. Надзвичайний і Повноважний Посол ПАР в Україні.

## Біографія
Народився 15 жовтня 1951 року в Йоханнесбурзі. Закінчив коледж Грей в місті Блюмфонтейн. У 1976 отримав бакалавра з торгівлі та економіки, з відзнакою. Магістр економіки в Університеті Преторії. Володіє африканс та англійською мовами.
У 1974—1977 — економіст Бюро наукових досліджень у галузі економіки.
У 1977—1983 — старший керівник Корпорації розвитку провінції Квазулу-Наталь (розвиток житлового господарства, малого бізнесу, малих підприємств, сільського господарства, фінансів і будівництва).
У 1984—1987 — директор Департаменту країн Південно-Африканського регіону МЗС ПАР.
У 1987—1991 — головний директор Департаменту країн Південно-Африканського регіону МЗС ПАР.
У 1992—1995 — Посол ПАР у Кенії, Найробі, Посол за сумісництвом на Коморських Островах, у Республіці Руанда.
У 1994—1995 — торговий представник у Судані, Постійний представник у Програмі захисту навколишнього середовища ООН (UNEP), Найробі, Кенія, Постійний представник у Центрі ООН з питань середовищ проживання людини, Найробі, Кенія.
У 1996—2000 — головний директор Департаменту країн Північної Африки і континентальних організацій МЗС ПАР.
У 2000—2004 — Посол в Угорщині, Посол за сумісництвом у Румунії та у Хорватії.
У 2004—2007 — головний директор Департаменту країн Центральної та Східної Європи і Туреччини МЗС ПАР.
У 2008—2012 — Надзвичайний і Повноважний Посол ПАР в Україні.

## Нагороди та відзнаки
- Орден «За заслуги» (Угорщина),
- Великий Хрест ордена «За заслуги» (Румунія).